# Ban Tanong
Ban Tanong – wieś położona w południowo-wschodnim Laosie, w prowincji Attapu, w dystrykcie Phouvong.